# Powstanie Warszawskie (film)

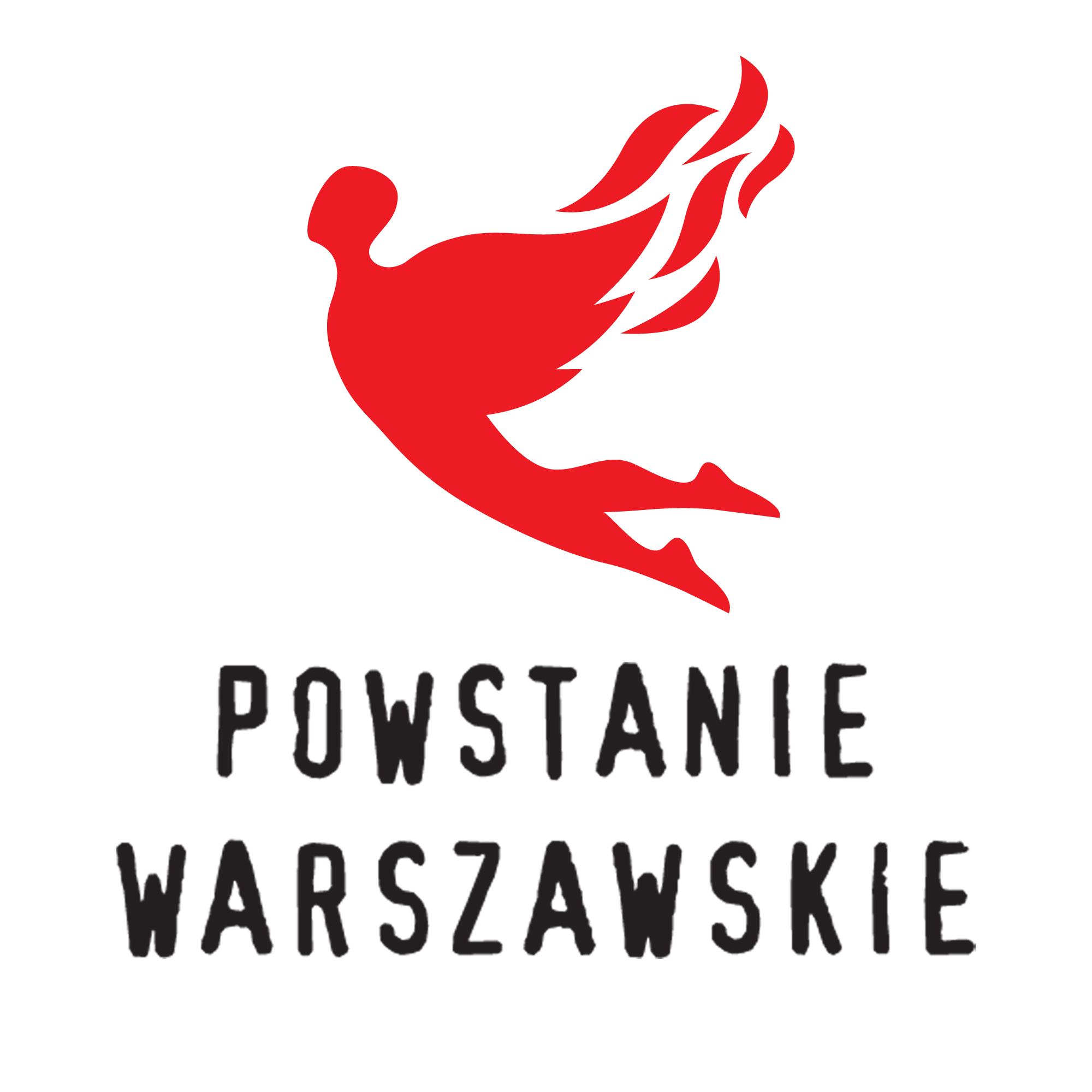
Logotyp promocyjny filmu

Powstanie Warszawskie – polski film fabularny, przedstawiający autentyczne zdarzenia z powstania warszawskiego w 1944.
Został zmontowany w całości z ręcznie i komputerowo koloryzowanych kronik filmowych z sierpnia 1944 i wyprodukowany przez Muzeum Powstania Warszawskiego. Premiera filmu odbyła się 9 maja 2014.

## Geneza filmu
Biuro Informacji i Propagandy Komendy Głównej Związku Walki Zbrojnej – Armii Krajowej (BIP KG ZWZ – AK) zostało utworzone na przełomie marca i kwietnia 1940 r. Podstawowymi zadaniami BiP-u było informowanie polskiego społeczeństwa o działaniach rządu w Londynie, dokumentowanie działań okupanta i walka z niemiecką propagandą. Dział A (Informacyjno-filmowy) BIP-u prowadził tajne szkolenia fotoreportażu, reżyserii i obsługi megafonów. Dla BIP-u pracowali m.in. operatorzy i montażyści: Antoni Bohdziewicz, Wacław Kaźmierczak, Leonard Zawisławski, Seweryn Kruszyński, reżyserzy Jerzy Gabryelski, Jerzy Zarzycki, Andrzej Ancuta, Roman Banach, Ryszard Szope, Henryk Vlassak, Antoni Wawrzyniak, fotografowie Sylwester Braun i Joachim Joachimczyk, historyk Aleksander Gieysztor oraz filolog klasyczny prof. Kazimierz Feliks Kumaniecki.
Do czasów współczesnych udało się ocalić niewielką część zrealizowanych przez nich materiałów. Sami filmowcy nie byli w stanie oszacować po wojnie ich wielkości. Komplet filmów (122 szpule taśmy filmowej) został ukryty przed upadkiem powstania przez żołnierzy z Oddziału „Chwaty” w piwnicy domu przy ul. Wilanowskiej 1. Filmowe rolki, zwinięte w rulony, zostały umieszczone w gazogeneratorach samochodowych, które następnie przykryto szczelnymi pokrywami i owinięto osmołowaną papą, a później umieszczono w pojemnikach. Pojemniki te zostały odkopane w 1946 r. Materiał filmowy przekazano do konserwacji i obróbki. Został on zmontowany przez Wacława Kaźmierczaka na taśmie 35 mm w jeden film: Warszawa walczy, którego nie upubliczniono, lecz ukryto w archiwum, gdzie został pocięty na krótkie kawałki i posklejany chaotycznie bez zachowania chronologii. W tej formie był emitowany w 1956 r.

## Fabuła

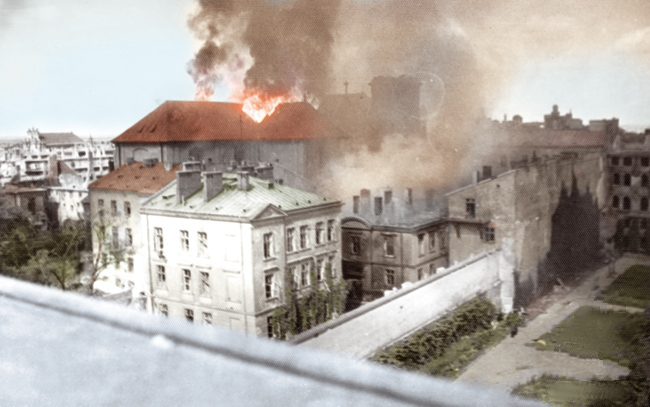
Materiały Muzeum Powstania Warszawskiego

Bohaterami filmu są dwaj bracia, operatorzy BIP-u, którzy otrzymują zadanie dokumentowania powstania. Jeden z nich chce kręcić „prawdziwą” wojnę i robi wszystko, żeby przyłączyć się do jednego z powstańczych oddziałów. Niestety, nie jest to zadanie łatwe ponieważ żołnierze ich przeganiają – wojsko zawsze z trudnością tolerowało obecność dziennikarzy. Początkowo więc dokumentują życie cywilne, pieczenie chleba, działalność kuchni, warsztatów rusznikarskich itd. Takich materiałów oczekuje zresztą od nich ich szef, dając im zadanie przygotowania kroniki, która ma być wyświetlona w kinie „Palladium”. Poszukując odpowiednich ujęć, wchodzą coraz głębiej – dosłownie i w przenośni – w samo powstanie. I w końcu udaje im się dołączyć do jednego z oddziałów, z którym idą na akcję. Bohaterowie orientują się, że przyszło im uczestniczyć w czymś przekraczającym ich najśmielsze wyobrażenia – świat, w którym się znaleźli, to świat po apokalipsie. Uświadamiają sobie, że ich rolą jest udokumentowanie tej apokalipsy i ocalenie za wszelką cenę taśmy z materiałem.

## Twórcy kronik w 1944

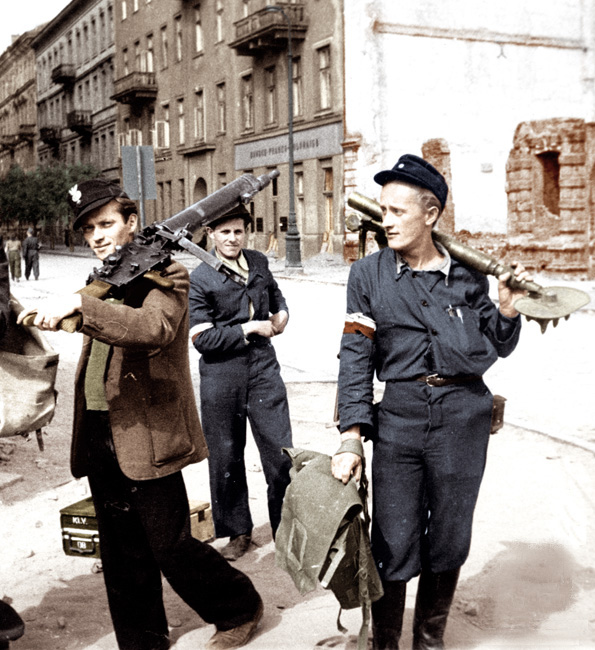
Materiały Muzeum Powstania Warszawskiego

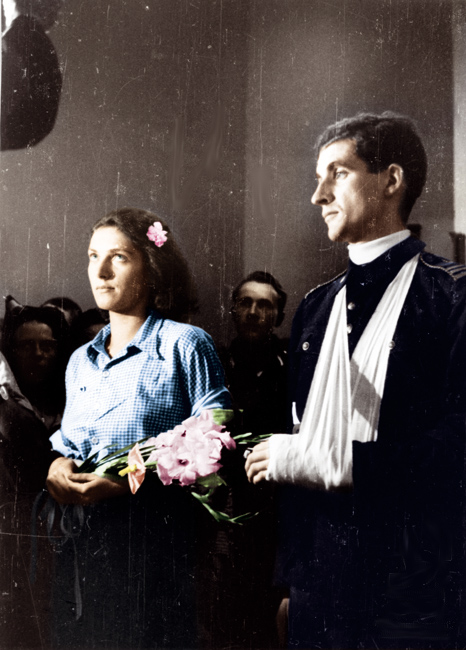
Materiały Muzeum Powstania Warszawskiego – ślub Alicji Treutler i Bolesława Biegi

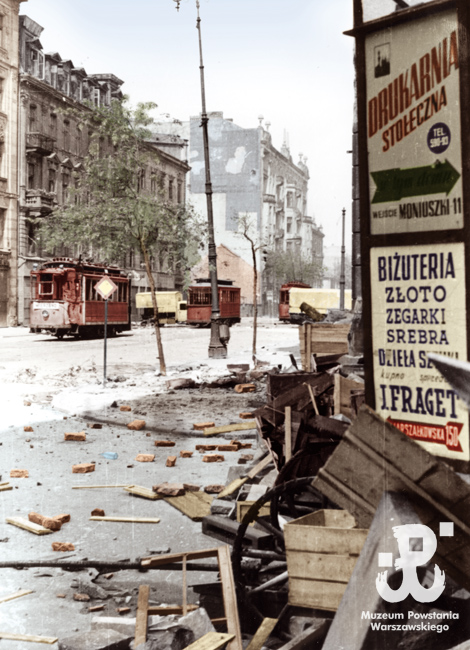
Materiały Muzeum Powstania Warszawskiego

Dzięki dostępowi do archiwów ekipie Powstania warszawskiego udało się ustalić tożsamość wielu ludzi, którzy pracowali dla Biura Informacji i Propagandy Komendy Głównej Związku Walki Zbrojnej, tworząc materiały, z których część możemy oglądać na ekranie:
Antoni Bohdziewicz „Wiktor” (ur. 10 września 1906 w Wilnie, zm. 20 października 1970 w Warszawie). Reżyser i scenarzysta filmowy. W 1928 r. ukończył studia techniczne na Politechnice Warszawskiej. Pracował w regionalnej rozgłośni Polskiego Radia w Wilnie, w latach 1931–1935 wyjechał na stypendium filmowe do Paryża. Wybuch wojny uniemożliwił mu dokończenie pracy nad filmem fabularnym. W powstaniu warszawskim został szefem zespołu operatorów Powstańczej Kroniki Filmowej, był także komentatorem podczas emisji kronik w kinie Palladium. Po zakończeniu wojny pracował przy realizacji Polskiej Kroniki Filmowej, później jednak, kiedy skrytykował realizm socjalistyczny, został pozbawiony możliwości kręcenia filmów. W latach 1948–1966 był kierownikiem Katedry Reżyserii Państwowej Wyższej Szkoły Filmowej w Łodzi, a w latach 1966–1969 wykładał w Institut National Superieur des Arts du Spectacle w Brukseli.
Jerzy Zarzycki „Pik” (ur. 1 stycznia 1911 w Łodzi, zm. 2 stycznia 1971 w Warszawie). Absolwent Uniwersytetu Warszawskiego na kierunku historia sztuki. Od 1930 r. pracował jako operator, a od 1931 r. reżyserował filmy dokumentalne, m.in.: Kercelak, Wieś Podolska (1932) oraz Morze (1933). W 1938 r. ukończył studia na Wydziale Reżyserii Państwowego Instytutu Sztuki Teatralnej w Warszawie. W tym roku zadebiutował reżyserią filmu fabularnego Ludzie Wisły. W czasie oblężenia Warszawy przez Niemców we wrześniu 1939 r. był jednym z operatorów w ekipie filmowej Dowództwa Obrony Warszawy. W czasie powstania warszawskiego był działaczem zespołu referatu filmowego. Dokumentował rejony Woli i Śródmieścia Północ. Po zakończeniu wojny, w latach 1955–1961, był kierownikiem artystycznym Zespołu Filmowego „Syrena”. W latach 1947–1970 pracował jako reżyser i scenarzysta filmowy.
Andrzej Ancuta „Kier” (ur. 10 lutego 1919 w Mińsku Litewskim, zm. 14 lutego 2009 w Warszawie). Kapral podchorąży. Operator filmowy, realizator filmów dokumentalnych, pedagog. W powstaniu warszawskim był działaczem zespołu referatu filmowego. Po jego zakończeniu przebywał w niemieckich obozach jenieckich, a po zakończeniu wojny trafił do Państwowej Wyższej Szkoły Filmowej, Telewizyjnej i Teatralnej w Łodzi, gdzie w latach 1950–1996 pełnił rolę wykładowcy na Wydziale Operatorskim. W latach 1958–1963 i 1969–1972 był dziekanem Wydziału Operatorskiego, w latach 1975–1978 prorektorem uczelni ds. Nauczania, a w latach 1987–1990 kierownikiem Zakładu Sztuki Operatorskiej. Jest autorem podręczników z zakresu sztuki operatorskiej.
Stefan Bagiński „Stefan” (ur. 6 czerwca 1910 w Warszawie, zm. 25 kwietnia 2002 w Warszawie). Porucznik. Operator filmowy. W czasie powstania warszawskiego był działaczem zespołu referatu filmowego. Dokumentował rejon Śródmieścia Północ i Starego Miasta. Po zakończenia powstania opuścił Warszawę razem z ludnością cywilną. Po zakończeniu wojny pracował nad produkcją filmów dokumentalnych, w tym realizacją i montażem. Był również autorem scenariuszy.
Roman Banach „Świerk” (ur. 15 lipca 1912 w Czortkowie, zm. 12 sierpnia 1966 w Warszawie). Ułan z cenzusem. Reżyser i scenarzysta filmów dokumentalnych. Autor kronik filmowych podczas obrony Warszawy we wrześniu 1939 r. W czasie powstania warszawskiego był członkiem ekipy filmowej dokumentującej działania wojskowe i życie codzienne. Działalność dokumentacyjną prowadził w Śródmieściu Północ i na Mokotowie. Po zakończeniu powstania warszawskiego przebywał w niewoli niemieckiej, potem został realizatorem, reżyserem, montażystą i autorem scenariuszy filmów dokumentalnych.
Jerzy Gabryelski „Orski” (ur. 30 października 1906 we Lwowie, zm. 3 lutego 1978 w Nowym Jorku). Reżyser, dokumentalista. Absolwent Państwowego Instytutu Sztuki Teatralnej w Warszawie. Na początku lat 30. przebywał we Francji na stypendium filmowym, gdzie realizował eksperymentalne projekty kinematograficzne. Autor kronik filmowych podczas obrony Warszawy we wrześniu 1939 r. W czasie powstania warszawskiego był zaangażowany w prace reporterskie i dokumentacyjne. Z powodu przynależności do AK po zakończeniu wojny został poddany represjom przez NKWD, był więziony i brutalnie przesłuchiwany. Po 1956 r. władze wydały mu zgodę na realizację filmów dokumentalnych i oświatowych. Od 1962 r. do dnia śmierci przebywał na emigracji.
Seweryn Kruszyński (ur. 12 czerwca 1911 w Monastyrku na Ukrainie, zm. 25 września 1993). Operator filmowy, dokumentalista. Swoje fascynacje sztuką filmową kształtował początkowo jako praktykant w warsztacie sprzętu filmowego, a następnie od 1931 r. jako asystent operatora. W latach 1934–1939 zdobywał doświadczenie jako asystent operatora i konserwator sprzętu w wytwórni „Sfinks” oraz w ośrodku produkcji filmowej „Falanga”. W powstaniu warszawskim wchodził w skład zespołu dokumentującego działania wojskowe i życie codzienne na terenie Śródmieścia. Od 1945 r. pracował w Wytwórni Filmów Dokumentalnych i Fabularnych w Warszawie przy realizacji Polskiej Kroniki Filmowej. Od 1946 r. był operatorem filmów fabularnych, a w latach 1962–1976 filmów dokumentalnych w Wytwórni Filmowej „Czołówka”.
Ryszard Szope (ur. ok. 1916, zm. 2 września 1997 w Warszawie). Operator filmowy, dokumentalista. W czasie powstania warszawskiego pracował jako operator filmowy, dokumentując działania wojskowe i życie codzienne. Działalność reporterską prowadził razem z bratem Edwardem (ur. 9 września 1911). Po zakończeniu powstania wyszedł z miasta wraz z ludnością cywilną. Po wojnie został operatorem i autorem scenariuszy filmów dokumentalnych. W 1966 r. otrzymał wyróżnienie Ministra Obrony Narodowej za film dokumentalny Za waszą wolność i naszą, a w 1968 r. został nagrodzony Dyplomem Specjalnym na Międzynarodowym Festiwalu Filmowym Armii Zaprzyjaźnionych w Veszprémie na Węgrzech za film dokumentalny Wietnamu dzień powszedni.
Edward Szope (ur. 9 września 1911, data i miejsce śmierci nieznane). Brat Ryszarda. Po wojnie używał formy nazwiska: Szopa. Operator filmowy, dokumentalista. Kapral. W czasie kursów maturalnych praktykował w laboratorium filmowym. W latach 1932–1933 odbył służbę wojskową w 1. Pułku Artylerii Przeciwlotniczej w Warszawie. W latach 30. Pracował jako laborant filmowy. W czasie kampanii wrześniowej 1939 r. służył w Wojsku Polskim. Do domu wrócił w połowie października 1939 r. i osiadł w Warszawie. W czasie okupacji prowadził działalność handlową. W czasie powstania warszawskiego od 3 sierpnia pracował jako operator filmowy, dokumentował działania wojskowe i życie codzienne. Działalność reporterską prowadził razem z bratem Ryszardem. Ranny 8 września; do końca walk przebywał w szpitalu przy ul. Chmielnej 32. Po zakończeniu powstania przewieziony do szpitala w Krakowie, skąd uciekł 11 stycznia 1945 r. W połowie marca 1945 r. powraca do Warszawy. W latach 1948–1949 pracował w firmie „Epidia” w Warszawie (ul. Pogonowskiego 15) jako laborant filmowy. Później bezrobotny. Dalsze losy nie są znane.
Henryk Vlassak „Wania” (zm. prawd. ok. 1955 na Węgrzech). Polski operator filmowy pochodzenia węgierskiego. W latach 30. był autorem zdjęć kilkunastu filmów fabularnych, m.in.: „Przeor Kordecki – Obrońca Częstochowy” (1934), „Wierna rzeka” (1936), „Kościuszko pod Racławicami” (1938), a także współtwórcą filmów dokumentalnych. Zajmował się także montażem i scenografią filmową. W 1938 r. został nagrodzony przez Ministra Spraw Zagranicznych na Festiwalu Filmów w ramach Targów Wschodnich we Lwowie za film „Kościuszko pod Racławicami”. Autor kronik filmowych podczas obrony Warszawy we wrześniu 1939 r. W czasie powstania warszawskiego pracował jako operator filmowy, dokumentując działania wojskowe i życie codzienne w Śródmieściu. Jest autorem zdjęć natarcia niemieckich czołgów, przed którymi pędzono ludność cywilną. Jego losy powojenne nie są bliżej znane.
Antoni Wawrzyniak „Antonio” (ur. 13 czerwca 1883 w Warszawie, zm. 6 września 1954 w Łodzi). Operator filmowy. Starszy sierżant. W latach 1924–1939 pracował nad zdjęciami 28 filmów pełnometrażowych, dokumentalnych i krótkometrażowych. W czasie powstania warszawskiego pracował jako operator filmowy, dokumentując działania wojskowe i życie codzienne w Śródmieściu Północ. Po zakończeniu działań wojskowych wyszedł z miasta wraz z ludnością cywilną. Po 1945 r. pracował w Wytwórni Filmów Oświatowych, głównie nad filmami krótkometrażowymi.
Wacław Feliks Kaźmierczak „Wacek” (ur. 5 sierpnia 1905 w Dulinowie, zm. 10 kwietnia 1981 w Warszawie). Montażysta, scenarzysta i reżyser filmów dokumentalnych. Przed wojną pracował jako operator w Polskiej Agencji Telegraficznej. W powstaniu warszawskim był kierownikiem laboratorium filmowego i montażystą kronik powstańczych Warszawa walczy. Po zakończeniu II wojny światowej został autorem i współautorem wielu filmów dokumentalnych oraz laureatem nagród uzyskiwanych na festiwalach filmowych krajowych i międzynarodowych, m.in. w Cannes (1947), Florencji (1965), Monte Carlo (1967).
Stanisław Bala „Giza” (ur. 10 listopada 1922 w Starowiskitkach) Operator filmowy, dokumentalista. W konspiracji od 1 marca 1940 r.; od 1 lipca 1943 r. pracuje w Oddziale VI Komendy Głównej AK (Biurze Informacji i Propagandy). W 1940–1942 studiuje w Szkole Budowy Maszyn (Wawelberg) i uzyskuje dyplom technika. W 1943 r. kończy Szkołę Polowych Sprawozdawców Wojennych, a w 1944 r. Szkołę Polowych Sprawozdawców Wojskowych. W powstaniu warszawskim pracuje jako operator filmowy, dokumentuje walki na Woli oraz w Śródmieściu m.in. zdobywanie kościoła św. Krzyża i sąsiedniej komendy policji. Po zakończeniu powstania więziony w niemieckich obozach jenieckich: Lamsdorf, Gross-Born, Sandbostel i Lubece. Po zakończeniu wojny pozostał za granicą, mieszkał we Francji i w Wielkiej Brytanii, gdzie skończył studia techniczne. W pierwszej połowie lat 50. osiedlił się w USA.
Kazimierz Pyszkowski (data i miejsce urodzenia nieznane, zm. 1974 w Warszawie). Operator filmowy. W powstaniu warszawskim zaangażowany w działalność zespołu referatu filmowego, pracuje z upoważnienia szefa Tajnych Wojskowych Zakładów Wydawniczych Oddziału VI Komendy Głównej AK (Biura Informacji i Propagandy); producent filmowych kronik powstańczych. W latach 1946–1947 przebywa za granicą. Jego działalność powojenna nie jest bliżej znana.

## Produkcja i technika
Producentem wykonawczym filmu jest Piotr C. Śliwowski, Kierownik Sekcji Historycznej MPW. Autorem pomysłu na fabułę jest Jan Komasa. Scenariusz stworzyli Joanna Pawluśkiewicz, Jan Ołdakowski i Piotr C. Śliwowski. Na potrzeby współczesnej produkcji dialogi napisali Joanna Pawluśkiewicz i Michał Sufin. W projekt zaangażowani zostali także aktorzy: Maciej Nawrocki, Michał Żurawski oraz Mirosław Zbrojewicz, którzy użyczyli swych głosów głównym bohaterom filmu. Nad reżyserią dubbingów czuwała Miriam Aleksandrowicz. Koloryzacją materiałów zdjęciowych zajął się uznany polski autor zdjęć Piotr Sobociński Jr. Muzykę skomponował Bartosz Chajdecki. Za pełne udźwiękowienie filmu odpowiada Bartosz Putkiewicz. Za montaż filmu Powstanie Warszawskie odpowiada Joanna Brühl, pod opieką merytoryczną Milenii Fidler.
W trakcie realizacji Powstania warszawskiego skorzystano z licznych technik post-produkcyjnych oraz restoringowych.
Stabilizacja
polega na znalezieniu w miarę stałych lub poruszających się w przestrzeni w przewidywalny sposób punktów odniesienia i wyrównania całego trzęsącego się obrazu do tych punktów. W momencie, kiedy niestabilności obrazu zostaną wyeliminowane, następuje etap usuwania tzw. worpów, czyli wszystkich nienaturalnych odkształceń taśmy, zaburzających naturalną geometrię klatki filmowej. Dzięki ustabilizowanemu materiałowi niektóre ujęcia nabrały zupełnie nowego wymiaru: dopiero teraz można zauważyć, że neon „Bayer” kołysze się na wietrze albo że legitymowanej kobiecie trzęsą się ze strachu ręce.
Restoring
to ręczne usunięcie brudków z taśmy (np. kurzu), ręczne niwelowanie rys oraz ręczne niwelowanie uszkodzeń taśmy (takich jak dziury czy znaczniki). Wszystkie te naprawy są czasochłonne, gdyż trzeba znaleźć złoty środek, aby usunąć jak najwięcej uszkodzeń i jednocześnie nie doprowadzić do powstania niechcianych zniekształceń obrazu. Ze względu na fakt, że materiały pochodziły z wielu różnych źródeł, należało doprowadzić je do takiego stanu, w którym wyglądałyby jak spójny film.
Koloryzacja
Film kolorowano używając oprogramowania, wymyślonego i stworzonego w Hollywood. Ze względu na fakt, iż materiały filmowe użyte w Powstaniu warszawskim były mocno wyeksploatowane bądź też zniszczone (prawdopodobnie poprzez wywoływanie w ciężkich warunkach oraz zły system przechowywania), w wielu przypadkach ciężko było dobrać właściwy kolor. Każde ujęcie wymagało po wstępnym pokolorowaniu dokładnego opisu i wielu godzin pracy konsultantów historycznych.
Wierność historyczna
Prawidłowe pokolorowanie Powstania warszawskiego stanowiło wielkie wyzwanie, podobnie jak zapewnienie poprawności merytorycznej. Przed rozpoczęciem prac przygotowano bazę referencyjną liczącą kilka tysięcy fotografii broni i uzbrojenia, umundurowania, ekwipunku, ubrań cywilnych, infrastruktury miasta, tablic informacyjnych, kilkaset zdjęć różnych rodzajów bruku, płyt chodnikowych itd. Nad stroną merytoryczną czuwali m.in. konsultanci ds. urbanistyki i architektury, varsavianiści oraz konsultanci ds. broni i uzbrojenia. Przez wiele lat błędnie uważano, że w czasie powstania warszawskiego nie powstały kolorowe fotografie. Dopiero w 2014 roku Muzeum Warszawy opublikowało 31 wyjątkowych kolorowych fotografii Agfa wykonanych w Warszawie w sierpniu 1944 roku przez kapral Armii Krajowej Ewę Faryaszewską. Porównanie kadrów z pokolorowanego filmu Powstanie warszawskie z oryginalnymi, barwnymi fotografiami Agfa autorstwa Ewy Faryaszewskiej pokazuje, że bardzo trudno jest koloryzować czarno-biały materiał i nie dorównuje on jakością oryginałowi z tamtych czasów.

## Postacie w filmie
W kadrach filmu widoczni są m.in. Maria Rodziewiczówna, Bolesław Biega oraz jego syn Bolesław ps. „Pałąk” i Alicja Treutler ps. „Jarmuż”, których ceremonia ślubna z 13 sierpnia 1944 została zarejestrowana w kadrach.

## Obsada dubbingu w 2014
| - Michał Żurawski – Karol - Maciej Nawrocki – Witek - Mirosław Zbrojewicz – „Prezes” - Agnieszka Kunikowska – Joanna - Ewa Kania-Grochowska – matka - Jacek Czyż – Witek po latach - Jan Aleksandrowicz-Krasko - Modest Aleksandrowicz-Krasko - Piotr Bajor - Marek Barbasiewicz - Tomasz Bednarek - Stanisław Brudny - Wojciech Brzeziński - Bartosz Dombrowski - Jan Dravnel - Mariusz Drężek - Agata Durnoga - Maja Erhart - Dorota Furtak - Marta Gajko-Król - Łukasz Gawroński - Maciej Gąsiorek |  | - Zuzanna Gąsiorek - Roma Gąsiorowska - Katarzyna Godlewska - Joanna Jeżewska-Adamczyk - Natalia Koczkodon - Julia Kołakowska-Bytner - Aleksandra Koncewicz-Rulewska - Jacek Kopczyński - Krystian Kostow - Katarzyna Kowalczyk - Antoni Królikowski - Jacek Kufirski - Robert Kuraś - Grzegorz Lalek - Lech Łotocki - Bartosz Magdziarz - Olaf Marchwicki - Agnieszka Matysiak - Piotr Miazga - Wojciech Mielimąka - Barbara Mroziewicz |  | - Michał Mroziewicz - Witold Oleksiak - Maciej Ołdakowski - Joanna Pach-Żbikowska - Kamil Pruban - Bruno Putkiewicz - Otar Saralidze - Krzysztof Skonieczny - Jagoda Stach - Paweł Szczesny - Andrzej Szopa - Piotr Śliwowski - Anna Tomczyk-Czerwińska - Brygida Turowska - Magdalena Waligórska - Jakub Wieczorek - Marcin Władyniak - Karol Wróblewski - Zofia Zborowska - Marieta Żukowska - Piotr Żurawski |

## Odbiór
Po pokazie przedpremierowym dyrektor Polskiego Instytutu Sztuki Filmowej – Agnieszka Odorowicz opisała go jako – wstrząsający, fascynujący. Tomasz Raczek napisał, że bardzo rzadko jakikolwiek film wywołuje w nim prawdziwe emocje, ale Powstaniu Warszawskiemu udało się to do tego stopnia, że musi przyznać się do płaczu.

## Nagrody
- Golden Reel Award – za najlepszą reżyserię dźwięku w kategorii film dokumentalny (Los Angeles, 15 lutego 2015)[6]
- Złote Orły (Wygrane):
  - Najlepszy dźwięk (Dla Bartosza Putkiewicza)
  - Najlepszy film dokumentalny (Dla Jana Komasy)
- Złote Orły (Nominacje):
  - Najlepsze Zdjęcia (Pośmiertnie dla: Andrzeja Ancuty, Antoniego Bohdziewicza, Antoniego Wawrzyniaka, Edwarda Szope, Henryka Vlassaka, Jerzego Gabryelskiego, Jerzego Zarzyckiego, Kazimierza Pyszkowskiego, Romana Banacha, Ryszarda Szope, Seweryna Kruszyńskiego, Stanisława Bali, Stefana Bagińskiego, Wacława Kaźmierczaka)
- Lund International Architecture Film Festival:
  - Nagroda główna za osiągnięcia techniczne (Wygrana)
- Stowarzyszenie „Kina Polskie”:
  - Srebrny Bilet (Za 600 000 widzów, dla Jana Ołdakowskiego)
- Festiwal Filmów Polskich w Ameryce:
  - Nagroda Golden Teeth Of Camera za Najbardziej Interesujący Film Dokumentalny (Wygrana)
- Festiwal Blue Box 2014:
  - Nagroda główna za film „Powstanie Warszawskie"